# Tornike Shengelia
Tornike «Toko» Shengelia (Tiflis, 5 de octubre de 1991) es un jugador de baloncesto georgiano que juega en las filas del FC Barcelona de la liga ACB. Con 2,06 metros de altura, juega en la posición de ala-pívot.

## Trayectoria deportiva

### Profesional
Se formó en las categorías inferiores del Valencia Basket.
El 8 de febrero de 2009 debutó con el conjunto valenciano en la Liga ACB. El jugador georgiano, entonces de 17 años, estuvo en la pista nueve minutos en los que anotó siete puntos y acertó en dos cuatro en tiros de dos y tres de cuatro desde el tiro libre,  capturó además dos rebotes, dio una asistencia y forzó dos faltas personales.
El 20 de agosto de 2010 llega a un acuerdo con el Valencia Basket para su desviculación definitiva del equipo. Pocos días después ficha por el Spirou Charleroi de la liga belga, siendo inicialmente cedido al RBC Verviers-Pepinster.
Después de dos años en la liga belga salta a la NBA, donde juega 45 partidos en dos años con los Brooklyn Nets y Chicago Bulls, además de otros 14 con el Springfield Armor de D-League.
El 20 de junio de 2014 vuelve a la Liga ACB y firma un contrato por tres temporadas con el club Laboral Kutxa de la Liga Endesa, contrato que después extiende hasta 2020. En 2018 volvería a renovar su contrato, esta vez hasta el final de la temporada 2021-2022. En la temporada 2017-18 resulta elegido para el mejor quinteto tanto de la Euroliga como de la Liga ACB,
En la jornada 31 de la Liga ACB 2019-20 fue elegido como jugador de la jornada tras conseguir 33 de valoración. Una jornada después repitió galardón, tras anotar 32 puntos, capturar 13 rebotes y conseguir un total de valoración de 44, siendo sus mejores registros históricos en la ACB. En la fase final excepcional de la Liga ACB, se proclaman campeones de liga tras vencer al FC Barcelona en la final donde anotó 14 puntos.
Tras 6 años en la disciplina del Saski Baskonia, se oficializa el 9 de julio de 2020 su fichaje por el CSKA Moscú firmando un contrato hasta 2023. Abandonó el equipo en febrero de 2022 debido a la invasión rusa de Ucrania, ya que para él no era posible continuar jugando en el club del ejército ruso.
El 7 de marzo de 2022, firma por la Virtus Bologna de la Lega Basket Serie A.
El 21 de julio de 2025 firma por tres temporadas con el FC Barcelona de la Liga ACB española.

### Selección nacional
En 2009 disputó el Eurobasket Sub-20 (División B) en Macedonia y debutó con la selección absoluta.
Con el combinado absoluto georgiano ha disputado el EuroBasket 2011, EuroBasket 2013 y EuroBasket 2017. No pudo participar en el Eurobasket 2022, en el que su país era subsede, debido a una lesión.[cita requerida]
Durante agosto y septiembre de 2023 fue integrante de la selección de Georgia que participó en el Mundial de 2023 celebrado en Asia, y que finalizó en decimosexto lugar.

## Estadísticas de su carrera en la NBA

### Temporada regular
| Año     | Equipo   | PJ | PT | MPP | %TC  | %3P  | %TL  | RPP | APP | ROB | TPP | PPP |
| ------- | -------- | -- | -- | --- | ---- | ---- | ---- | --- | --- | --- | --- | --- |
| 2012-13 | Brooklyn | 19 | 0  | 4.9 | .435 | .500 | .563 | 1.2 | .2  | .2  | .1  | 1.6 |
| 2013-14 | Brooklyn | 17 | 0  | 8.1 | .458 | .000 | .375 | .8  | .7  | .1  | .1  | 1.5 |
| 2013-14 | Chicago  | 9  | 0  | 1.9 | .500 | .000 | .000 | .2  | .2  | .1  | .0  | .4  |
| Total   | Total    | 45 | 0  | 5.5 | .451 | .125 | .500 | .9  | .4  | .1  | .1  | 1.3 |